# Меномен (округ, Міннесота)
Шаблон:StateAbbr_ 47°20′ пн. ш. 95°49′ зх. д. / 47.33° пн. ш. 95.81° зх. д.
Округ  Меномен (англ. Mahnomen County) — округ (графство) у штаті  Міннесота, США. Ідентифікатор округу 27087.

## Історія
Округ утворений 1906 року.

## Демографія
За даними перепису 
2000 року 
загальне населення округу становило 5190 осіб, усе сільське.
Серед мешканців округу чоловіків було 2632, а жінок — 2558. В окрузі було 1969 домогосподарств, 1367 родин, які мешкали в 2700 будинках.
Середній розмір родини становив 3,14.
Віковий розподіл населення поданий у таблиці:
| Стать    | До 15 років | 15-21 | 22-29 | 30-39 | 40-49 | 50-65 | 65-85 | Понад 85 |
| -------- | ----------- | ----- | ----- | ----- | ----- | ----- | ----- | -------- |
| Чоловіки | 645         | 285   | 187   | 300   | 383   | 437   | 344   | 51       |
| Жінки    | 573         | 253   | 179   | 302   | 335   | 444   | 373   | 99       |

## Суміжні округи
- Полк — північ
- Клірвотер — схід
- Бекер — південь
- Норман — захід

## Виноски
1. ↑  US Decennial Census. US Census Bureau. Архів оригіналу за 4 квітня 2018. Процитовано 21 жовтня 2014.
2. ↑  Historical Census Browser. University of Virginia Library. Архів оригіналу за 1 вересня 2019. Процитовано 21 жовтня 2014.
3. ↑  Population of Counties by Decennial Census: 1900 to 1990. US Census Bureau. Архів оригіналу за 4 серпня 2014. Процитовано 21 жовтня 2014.
4. ↑  Census 2000 PHC-T-4. Ranking Tables for Counties: 1990 and 2000 (PDF). US Census Bureau. Архів оригіналу (PDF) за 6 вересня 2019. Процитовано 21 жовтня 2014.
5. ↑  State & County QuickFacts. Бюро перепису населення США. Архів оригіналу за 7 червня 2011. Процитовано 1 вересня 2013.(англ.) Наведено за англійською вікіпедією.
6. ↑  American FactFinder. Бюро перепису населення США. Архів оригіналу за 26 лютого 2012. Процитовано 31 січня 2008.

| США | Це незавершена стаття з географії США. Ви можете допомогти проєкту, виправивши або дописавши її. |